# Atomaria delicatula
Atomaria delicatula là một loài bọ cánh cứng trong họ Cryptophagidae. Loài này được Tournier miêu tả khoa học năm 1872.